# Michael Collins (Schauspieler)
Michael Roy Collins (* 21. Mai 1922 in London; † 25. Dezember 1979 in Abbotsford, Kanada) war ein britischer Schauspieler.

## Leben und Wirken
Michael Collins wurde im Londoner Stadtteil Isleworth geboren und wuchs auch dort auf.  
Er wirkte als Schauspieler von 1946 bis 1979 in mehr als 110 Film-und-Fernsehproduktionen mit, zumeist allerdings oftmals in Nebenrollen. In dem Kriegsfilm Panzerschiff Graf Spee (1956) spielte er beispielsweise an der Seite von Christopher Lee und in der Serie Mit Schirm, Charme und Melone war er an der Seite von Patrick Macnee und Diana Rigg zu sehen.
Zudem war Collins als Synchronsprecher tätig. Er synchronisierte im englischen Sprachraum auch den Schauspieler Gert Fröbe wegen dessen starken deutschen Akzents in den beiden Filmen James Bond 007 – Goldfinger und Tschitti Tschitti Bäng Bäng.
Michael Collins war mit Hilda Bridget verheiratet. Er starb am 25. Dezember 1979 im Alter von 57 Jahren an den Folgen einer Krebserkrankung. Seine Grabstätte befindet sich auf dem Musselwhite Cemetery im kanadischen Abbotsford (British Columbia), wo er seine letzten Lebensjahre verbrachte.

## Filmografie (Auswahl)
- 1956: Panzerschiff Graf Spee
- 1957: Duell am Steuer
- 1959: Hinter diesen Mauern
- 1960: Die letzte Fahrt der Bismarck
- 1961: Das Geheimnis der gelben Narzissen
- 1962: Mit Schirm, Charme und Melone (Fernsehserie, 2 Folgen)
- 1964: Simon Templar (Fernsehserie, 1 Folge)
- 1965: Edgar Wallace Mysteries (Fernsehserie, 1 Folge)
- 1965: Geheimauftrag für John Drake (Fernsehserie, 1 Folge)
- 1965: Ipcress – streng geheim
- 1965: Sherlock Holmes’ größter Fall
- 1979: Die Bäreninsel in der Hölle der Arktis (Bear Island)